# Воронин, Евгений Ростиславович
Евге́ний Ростисла́вович Воро́нин (род. 3 ноября 1946) — российский дипломат. Чрезвычайный и полномочный посланник 1 класса (2006), кандидат юридических наук.

## Биография
Окончил Московский государственный институт международных отношений (МГИМО) МИД СССР (1973). Кандидат юридических наук. Владеет английским, португальским, французским, исландским, датским и шведским языками. На дипломатической работе с 1973 года.
- В 1996—1999 годах — советник-посланник Посольства России в Бразилии.
- В 1999—2004 годах — заместитель директора Департамента информации и печати МИД России.
- С 14 января 2004 по 7 июля 2009 года — чрезвычайный и полномочный посол Российской Федерации в Панаме[2][3].
- С 2009 года — профессор кафедры международного права МГИМО, ведущий научный сотрудник Центра евро-атлантической безопасности.

## Дипломатический ранг
- Чрезвычайный и полномочный посланник 2 класса (8 мая 1997)[4].
- Чрезвычайный и полномочный посланник 1 класса (25 декабря 2006)[5].